# 槍頜翼龍屬
槍頜翼龍（學名：Lonchognathosaurus）意為「長矛頜部的蜥蜴」，是翼龍目翼手龍亞目的一屬，化石發現於中國新疆的Lianmuxin組，年代為白堊紀的阿爾比階。
在2004年，Michael Maisch、Andreas Matzke將這些化石進行敘述、命名，模式種是尖喙槍頜翼龍（L. acutirostris）。屬名在古希臘文意為「長槍頜部的蜥蜴」，意指其嘴部形狀；種名在拉丁文意為「針狀的口鼻部」。
正模標本（編號SGP 2001/19）發現於烏魯木齊市市郊，是一個頭顱骨前段與下頜，是一個大型個體，頭顱骨的完整長度估計約40公分長。前上頜骨修長，有針狀牙齒；每個上頜骨有8顆牙齒。大部分翼龍類的上頜的下緣有大幅彎曲，而槍頜翼龍的上頜的下緣筆直。上頜的牙齒排列至嘴部後方，越後方牙齒越小，牙齒的間隔大。槍頜翼龍具有矢狀頭冠，上有溝槽、凹處。
研究人員根據親緣分支分類法分析，將槍頜翼龍歸類於準噶爾翼龍科，並提出槍頜翼龍是準噶爾翼龍的姐妹分類單元。古生物學家Brian Andres提出槍頜翼龍是準噶爾翼龍的次異名。

## 外部連結
- Lonchognathosaurus （页面存档备份，存于） in The Pterosaur Database
- Lonchognathosaurus in The Pterosauria